# وظيفة التعرق
تشير وظيفة التعرق إلى تحكم الجهاز العصبي اللاإرادي في نشاط الغدد العرقية استجابة لمختلف العوامل البيئية والفردية. يعد إفراز العرق (التعرق) آلية حيوية للتنظيم الحراري يستخدمها الجسم من أجل الوقاية من الأمراض المرتبطة بالحرارة إذ إن تبخر العرق هو الطريقة الأكثر فعالية لتقليل الحرارة ووسيلة التبريد الوحيدة المتاحة عندما ترتفع درجة حرارة الهواء فوق درجة حرارة الجلد. بالإضافة إلى ذلك، يلعب العرق دورًا رئيسيًا في إمساك الأشياء، والدفاع الميكروبي، والتئام الجروح.

## علم وظائف الأعضاء
تصنف الغدد العرقية البشرية في المقام الأول على أنها إما غدد ناتحة (مفرزة) أو غدد مفترزة. تفتح الغدد الناتحة مباشرة على سطح الجلد، بينما تنفتح الغدد المفترزة على بصيلات الشعر. الغدد الناتحة هي الغدد العرقية السائدة في جسم الإنسان بعدد يصل إلى 4 ملايين. تقع داخل طبقة الجلد الشبكية للجلد وتنتشر عبر سطح الجسم بالكامل تقريبًا ويقع العدد الأكبر في الراحتين والأخمصين.
يفرز عرق الإكرين استجابة لكل من التحفيز العاطفي والحراري. تعصب الغدد المفرزة بشكل أساسي بواسطة ألياف صنف C ذات قطر صغير وغير مملوءة من الخلايا العصبية الكولينية ما بعد العقدة المتعاطفة. يكشف عن الزيادات في درجة حرارة الجسم والجلد عن طريق المستقبلات الحرارية الحشوية والمحيطية، والتي ترسل إشارات عبر الخلايا العصبية الجسدية من الفئة C والألياف Aδ عبر السبيل الصدري الجانبي إلى نواة ما قبل الباحة البصرية في منطقة ما تحت المهاد للمعالجة. بالإضافة إلى ذلك، هناك خلايا عصبية حساسة للحرارة تقع داخل نواة الباحة البصرية والتي تكتشف الزيادات في درجة حرارة الجسم الأساسية. ثم تنحدر المسارات الفعالة من منطقة ما تحت المهاد من خلال الجسور والنخاع إلى الخلايا العصبية الكولينية قبل العقدة المتعاطفة في العمود الوسطي الوحشي للحبل الشوكي. تتشابك الخلايا العصبية قبل العقدة مع الخلايا العصبية الحركية الكولينية اللاحقة للعقدة (وبدرجة أقل الأدرينالية) في العقد الودية المجاورة للفقار. عندما يصل جهد الفعل إلى المحطة المحورية للخلايا العصبية اللاحقة للعقدة، يطلق الأسيتيل كولين الذي يربط وينشط مستقبلات المسكارين M3 على الغشاء الجانبي للخلايا الصافية في اللفيفة الإفرازية للغدة إكرين. يؤدي هذا إلى إطلاق مخزون الكالسيوم داخل الخلايا وتدفق الكالسيوم خارج الخلية ما يؤدي في النهاية إلى حركة أيون الكلوريد Cl-، وأيون الصوديوم Na+ والماء في تجويف القناة.

## الاختلال الوظيفي
يمكن أن يحدث ضعف الوظيفة الحركية في أي اضطراب يؤثر بشكل مباشر و / أو غير مباشر على الجهاز العصبي اللاإرادي، بما في ذلك داء السكري، والداء النشواني، والالتهابات، والأمراض التنكسية العصبية، والضمور الجهازي المتعدد، والفشل الذاتي التام. يمكن أن يظهر خلل التعرق الوظيفي على أنه زيادة أو نقصان في أنماط التعرق. كلا النموذجين لهما القدرة على التأثير على نوعية حياة الفرد. يمكن أن يسبب التعرق المفرط إحراجًا اجتماعيًا، في حين أن التعرق غير الكافي يمكن أن يؤدي إلى عدم تحمل الحرارة وجفاف الجلد. اعتمادًا على شدة خلل التعرق، قد يؤدي إلى فرط التقرن، والتقرحات، والتشققات، وضعف التئام الجروح بسبب تغير ترطيب البشرة.
يعد الخلل الوظيفي السداسي أحد أكثر المظاهر الفيزيولوجية العصبية شيوعًا وأقدمها لاعتلالات الألياف العصبية الصغيرة. في بعض الحالات، قد يكون المظهر العصبي الوحيد الذي يمكن اكتشافه.
المعيار الذهبي لتشخيص اعتلالات الألياف العصبية الصغيرة هو قياس كثافة الألياف العصبية داخل الجلد (IENFD) عن طريق خزعات الجلد المثقوبة، ولكن هذا الإجراء غزوي وغير مناسب للمتابعة طويلة المدى. يمكن أن يكون اختبار التعرق أداة تشخيصية قيمة للكشف المبكر عن اعتلالات الألياف الصغيرة.

## التقييم
هناك عدة طرق متاحة لتقييم الوظيفة الحركية. وهي تختلف من حيث التكلفة والتعقيد التقني وإمكانية التكاثر والتنوع وتوافر البيانات المعيارية. ومع ذلك، من المهم أن نلاحظ أن جميع تقييمات الوظائف الحركية ليست خاصة بالألياف الصغيرة أو الاعتلال العصبي الحركي، لأنها يمكن أن تؤدي أيضًا إلى نتائج غير طبيعية من اضطرابات الغدد العرقية نفسها. فيما يلي قائمة بالطرق المستخدمة في الممارسة السريرية والبحوث السريرية للتقييم الحركي.
يعد اختبار التنظيم الحراري للعرق (TST) والاختبار الكمي للانعكاس المحوري سودوموتور (QSART) من المعايير الذهبية لتقييم الوظيفة الحركية. قد تقدم الطرق الأحدث بدائل أكثر بساطة، ويحتمل أن تكون أكثر حساسية، ومتاحة على نطاق أوسع للفحص والمراقبة في عيادة الاعتلالات العصبية اللاإرادية والألياف الصغيرة، خاصة تلك المرتبطة بمرض السكري.